# Sânmiclăuș (okręg Satu Mare)
Sânmiclăuș – wieś w Rumunii, w okręgu Satu Mare, w gminie Moftin. W 2011 roku liczyła 370 mieszkańców. 